# Bogatowo (Kaliningrad, Polessk)
Bogatowo (russisch Богатово, deutsch Szargillen, 1936–1938 Schargillen, 1938–1945 Eichenrode (Ostpr.), litauisch Žargiliai) ist ein Ort in der russischen Oblast Kaliningrad. Er gehört zur kommunalen Selbstverwaltungseinheit Stadtkreis Polessk im Rajon Polessk.

## Geographische Lage
Bogatowo liegt 16 Kilometer östlich der Rajonstadt Polessk (Labiau) an der Kommunalstraße 27K-252, die westlich in Lomonossowka (Meyerhof) von der Regionalstraße 27A-014 (ex R512) abzweigt. Die südlich vom Ort an der Bahnstrecke Kaliningrad–Sowetsk (Königsberg–Tilsit) liegende Bahnstation wird von Sosnowka (Groß Baum) auf der Kommunalstraße 27K-146 erreicht.

## Geschichte
Das vor 1540 noch Sergillen genannte Dorf mit späterer Försterei wurde 1495 das erste Mal urkundlich erwähnt. Im Jahre 1874 wurde es in den neu errichteten Amtsbezirk Neu Sternberg (heute nicht mehr existent) eingegliedert, der – 1931 in „Amtsbezirk Sternberg“ umgebildet – bis 1945 zum Kreis Labiau im Regierungsbezirk Königsberg der preußischen Provinz Ostpreußen gehörte. Am 9. April 1931 wurde Szargillen in den Nachbaramtbezirk Groß Baum (heute russisch: Sosnowka) umgegliedert. Im Jahr 1936 wurde die Schreibweise des Ortes in Schargillen geändert und 1938 der Ort in Eichenrode umbenannt.
Im Jahre 1945 kam der Ort in Kriegsfolge aufgrund seiner Lage im nördlichen Ostpreußen zur Sowjetunion. Im Jahr 1947 erhielt der Ort die russische Bezeichnung Bogatowo und wurde dem Dorfsowjet Iljitschowski selski Sowet im Rajon Polessk zugeordnet. Später gelangte der Ort in den Sosnowski selski Sowet. Von 2008 bis 2016 gehörte Bogatowo zur Landgemeinde Saranskoje selskoje posselenije und seither zum Stadtkreis Polessk.

### Einwohnerentwicklung
| Jahr | Einwohner |
| ---- | --------- |
| 1910 | 474       |
| 1933 | 429       |
| 1939 | 408       |
| 2002 | 96        |
| 2010 | 112       |

## Kirche
Mit seinen überwiegend evangelischen Einwohnern war Szargillen/Schargillen resp. Eichenrode bis 1945 in das Kirchspiel der Kirche Augstagirren eingepfarrt. Es gehörte zum Kirchenkreis Labiau in der Kirchenprovinz Ostpreußen der Kirche der Altpreußischen Union. Heute liegt Bogatowo im Einzugsbereich der in den 1990er Jahren neu entstandenen evangelisch-lutherischen Gemeinde in Polessk (Labiau), einer Filialgemeinde der Auferstehungskirche in Kaliningrad (Königsberg) in der Propstei Kaliningrad der Evangelisch-lutherischen Kirche Europäisches Russland.

## Persönlichkeiten
- Otto Goldapp (1898–1984), deutscher Polizeibeamter